# بيتر هوارد (طبيب)
بيتر هوارد هو طبيب كندي، ولد في 21 مايو 1772، وتوفي في 24 نوفمبر 1843.